# Пол Скъли-Пауър
Пол Дезмънд Скъли-Пауър (на английски: Paul Desmond Scully-Power) е бивш американски океанограф и астронавт на НАСА от австралийски произход.

## Биография
Роден е на 28 май 1944 г. в Сидни, Австралия. Получава американско гражданство през 1982 г. Учи приложна математика в университета в Сидни.
Скъли-Пауър като учени са участвали в многобройни изследователски пътешествия. От януари 1967 е в океанографската група на австралийския флот. От юли 1972 до март 1974 г. като част от научния обмен е в САЩ. Работи в Центъра за подводни системи в Ню Лондон, Кънектикът и службата за военноморски изследвания във Вашингтон, окръг Колумбия. През това време е поканен в екипа за наблюдение по програмата Скайлаб.
През октомври 1977 г. емигрира в САЩ.

## Космическа дейност
През юни 1984 г., Скъли-Пауър е избран за специалист по полезни товари в НАСА. По това време той е бил цивилен служител на Морския център за подводни системи.

### ПолетSTS-41G
Скъли-Пауър стартира през октомври 1984 г. като специалист по полезни товари на борда на космическата совалка „Чалънджър“. Това е първата мисия със 7 души екипаж на борда. По време на тази мисия от територията на бившия Съветски съюз е облъчена с лазерен локатор за проследяване на космически обекти в отговор на американската „Инициатива за стратегиеска отбрана“ (ИСО). Това не води до повреди на апаратурата на борда, но води до времнно заслепяване на екипажа. Продължителността на полета е 8 денонощия 5 часа 24 минути и 32 секунди.

## След космоса
През 1996 г. Скали-Пауър се завръща в Австралия и започва работа в океанографска консултантска фирма. Той е собственик на консултантска компания за високотехнологични решения.

## Семейство
Пол Скъли-Пауър е женен и има шест деца.